# Guy Turnbow
Guy Nicholson Turnbow (28 de marzo de 1908 - 4 de octubre de 1975) fue un placador de fútbol americano que jugó dos temporadas con el equipo Philadelphia Eagles de la National Football League (NFL). Jugó fútbol americano universitario en la Universidad de Mississippi y asistió a Brookhaven High School en Brookhaven, Mississippi.

## Carrera profesional

### Philadelphia Eagles
Turnbow jugó en once partidos, siete como titular en el equipo Philadelphia Eagles de 1933 a 1934.